# Горна Горица
Горна Го̀рица (на албански: Gorna Gorica) e село в Република Албания в областта Мала Преспа, област Корча, община Пустец. Към 2007 година има около 700 жители.

## География
Селото е разположено на 18 километра северозападно от общинския център Пустец в източните поли на планината Галичица, недалеч от брега на Голямото Преспанско езеро. В Горна Горица живеят основно хора с македонска или българска национална идентичност.

## История
В селото е разкрита раннохристиянска базилика. Горногоришката кула е обявена за паметник на културата в 1973 година.
В края на XIX век Горна Горица е чисто българско село. Според статистиката на Васил Кънчов („Македония. Етнография и статистика“) в 1900 година в Горица живеят 285 българи християни.
На Етнографската карта на Битолския вилает на Картографския институт в София от 1901 година Горица е чисто българско село в Корчанската каза на Корчанския санджак с 35 къщи.
Всички българи християни в селото са под върховенството на Българската екзархия. По данни на Екзархията в края на XIX век в селото има 33 православни къщи с 404 души жители българи. По данни на секретаря на екзархията Димитър Мишев („La Macédoine et sa Population Chrétienne“) в 1905 година в Горица има 360 българи екзархисти.
В Екзархийската статистика за 1908/1909 година Атанас Шопов поставя Горица в списъка на „българо-патриаршеските села“ в Корчанска каза.
Според Георги Трайчев през 1911/1912 година в Горна Горица има 33 къщи с 404 жители.
Боривое Милоевич пише в 1921 година („Южна Македония“), че Горна Горица има 12 къщи славяни християни.
В март 1933 година Албания депортира 150 български семейства от селата Горна и Долна Горица, което след отказа на ратификация от албанска страна на Албанско-българския протокол от 1932 година, допълнително влошава албано-българските отношения.
В 2013 година официалното име е сменено от Горица е Маде (Goricë e Madhe) на оригиналното Горна Горица (Gorna Gorica).
| Година | Население            |
| ------ | -------------------- |
| 1900   | 285                  |
| 1926   | 511 (с Долна Горица) |
| 1945   | 201                  |
| 1960   | 329                  |
| 1969   | 369                  |
| 1979   | 406                  |
| 1989   | 489                  |
| 2000   | 515                  |

## Личности
Родени в Горна Горица
- Търпо Василев, български революционер, роден в Горна или Долна Горица